# 大施佩克特湖

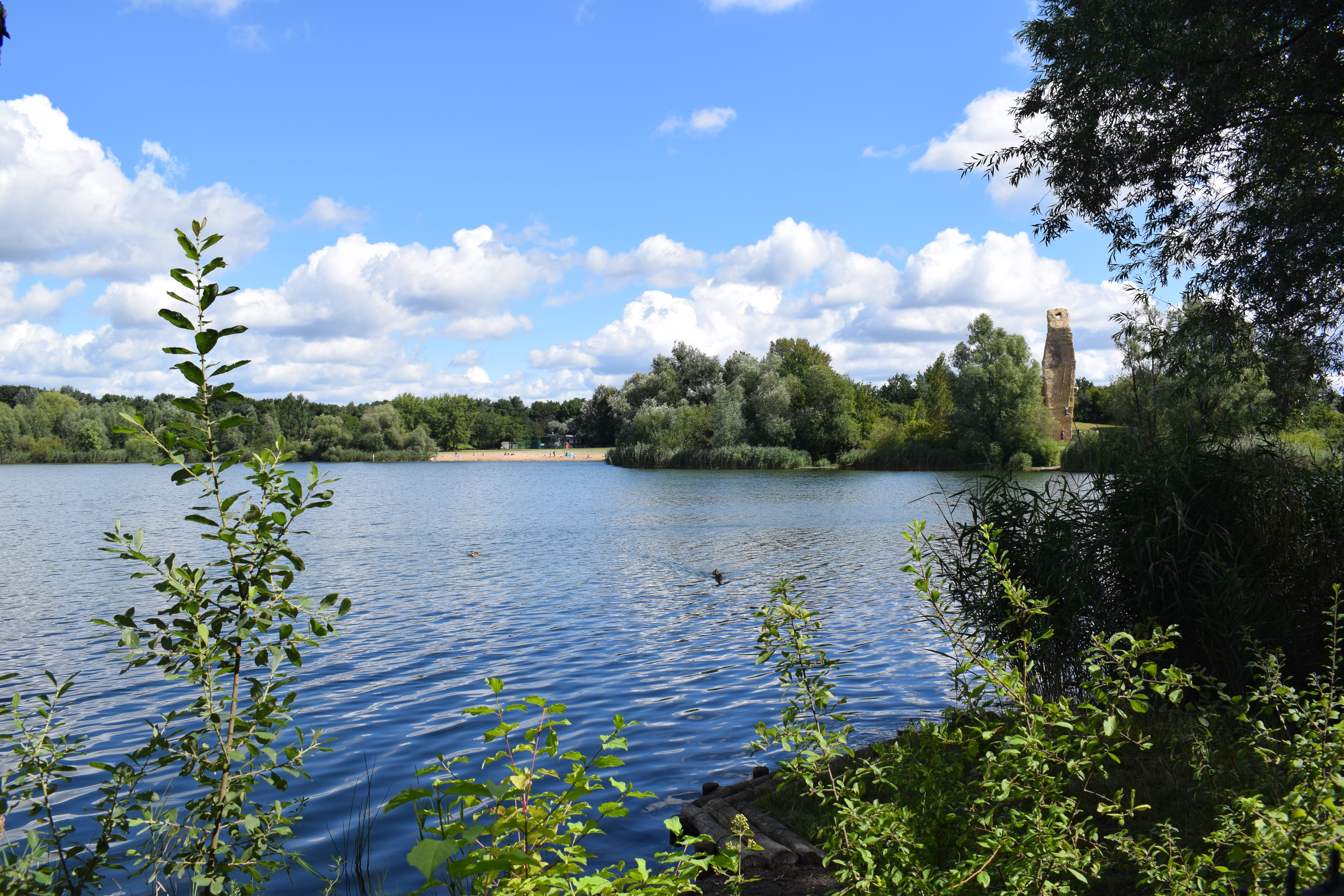

52°32′42″N 13°09′54″E / 52.545043°N 13.165054°E
大施佩克特湖（德語：Großer Spektesee），是德國的湖泊，位於該國首都柏林，由施潘道行政區負責管轄，長0.4公里、寬0.3公里，面積0.07平方公里，海拔高度28米，最大水深12米。